# 전재기
전재기(全在琪, 1939년 ~ )는 제22대 대구고등검찰청 검사장을 역임한 법조인이다. 부인 황경원과 사이에 2남 1녀의 자녀가 있다.

## 생애
1939년 대구시에서 태어나 1957년 경북대학교 사범대학교 부속고등학교와 1962년 서울대학교 법학과를 졸업하고 1963년 제16회 고등고시 사법과에 합격하였다. 1964년 서울대학교 사법대학원과 육군 법무관을 마치고 1968년 서울지방검찰청 검사에 임용되었다. 검사로 있으면서 공무원 범죄와 부정식품 수사에서 수완을 발휘했으며 부드러운 외모와는 달리 업무에 있어 "칼날처럼 날카롭고 정확하다"는 검찰 내부의 평가를 받았다.
박영복 부정대출 사건으로 전직 국회의원인 이우현이 대검찰청 특별수사부에서 참고인으로 출석하여 진술하고 돌아간 사실을 알고 사건의 배후인물로 곧 구속될 듯이 보도한 중앙일보 이원달 기자를 출판물에 의한 명예훼손으로 구속했다.
서울지방검찰청 검사장으로 있을 때 발생한 강기훈 유서대필 의혹사건으로 구속된 강기훈에 대해 결정적인 증거를 제시하지 못하고 있는 가운데 소속 검찰청 부장검사 회의에서 "강기훈이 유서를 대필한 확실한 범인"이며 "명동성당에서 농성하는 동안 각종 증거자료를 조작"했고 "거짓말을 해서 천주교 신부와 순진한 기독교인들을 속이고 있는 교활한 인물"이며 "유서대필 혐의를 벗기 위해 이들을 조종하고 있다"고 하면서 "이 사회에는 천사와 악마가 공존하고 있다."며 "검찰은 국가 최고 권력 집행기관의 자격으로 이런 악마를 응징하는데 전력을 다해야 한다"는 내용으로 된 4쪽으로 된 내부 회람용 훈시문을 작성하여 물의를 빚었다. 또, 1991년 6월 3일에 있었던 정원식 국무총리서리 폭행사건에 대해 긴급대책회의를 열고 "이번 사건은 학생들의 국무총리에 대한 단순폭행사건 이전에 나이 많은 은사에 대한 제자들의 있을 수 없는 폭행으로 도저히 묵과할 수 없는 반인륜적 행위"라고 하면서 "관련자는 무슨 일이 있어도 전원 색출하여 엄단하라"고 지시했다.

## 경력
- 1968년 서울지방검찰청 검사
- 1969년 법무부 법무과 검사
- 1971년 서울지방검찰청 검사
- 1974년 인천지방검찰청 검사
- 1976년 서울지방검찰청 검사
- 1978년 대검찰청 검찰연구관
- 1980년 청와대 사정비서관
- 1980년 법무부 검찰2과장
- 1981년 서울지방검찰청 부장검사
- 1982년 대전지방검찰청 부장검사
- 1983년 서울지방검찰청 남부지청 차장검사
- 1985년 광주지방검찰청 차장검사
- 1985년 대구고등검찰청 차장검사
- 1986년 5월 2일 ~ 1987년 6월 7일 제33대 청주지방검찰청 검사장
- 1987년 6월 8일 ~ 1988년 8월 24일 제4대 인천지방검찰청 검사장
- 1988년 8월 25일 ~ 1991년 4월 17일 제32대 대구지방검찰청 검사장
- 1991년 4월 18일 ~ 1992년 7월 28일 제31대 서울지방검찰청 검사장
- 1992년 7월 29일 ~ 1993년 3월 16일
- 1994년 3월 17일 ~ 1994년 9월 21일 제16대 법무연수원 원장
- 2014년 1월 22일 사단법인 울산·양산범죄피해자지원센터 이사장